# Gynopterus quadrisignatus
Gynopterus quadrisignatus là một loài bọ cánh cứng trong họ Ptinidae. Loài này được Menetries miêu tả khoa học năm 1832.